# Étoile de Bessèges 2013
L'Étoile de Bessèges 2013, quarantatreesima edizione della corsa e valida come prova del circuito UCI Europe Tour 2013 categoria 2.1, si svolse in sei tappe, dal 30 gennaio al 3 febbraio 2013, su un percorso totale ridotto a 695,7 km con partenza da Bellegarde e arrivo a Alès. Fu vinta dal francese Jonathan Hivert, della Sojasun, che si impose in 16 ore 29 minuti e 35 secondi, alla media di 42,18 km/h.
Al traguardo di Alès 98 ciclisti portarono a termine la competizione.

## Tappe
| Tappa  | Data        | Percorso                   | km    | Vincitore di tappa  | Leader cl. generale |
| ------ | ----------- | -------------------------- | ----- | ------------------- | ------------------- |
| 1ª     | 30 gennaio  | Bellegarde > Beaucaire     | 154,5 | Michael Van Staeyen | Michael Van Staeyen |
| 2ª     | 31 gennaio  | Nîmes > Saint-Ambroix      | 157,3 | Bryan Coquard       | Michael Van Staeyen |
| 3ª     | 1º febbraio | Bessèges > Bessèges        | 152,6 | Jérôme Cousin       | Jérôme Cousin       |
| 4ª     | 2 febbraio  | Sabran > Pont-Saint-Esprit | 154,1 | Bryan Coquard       | Jérôme Cousin       |
| 5ª     | 3 febbraio  | Alès > Alès                | 69    | Samuel Dumoulin     | Jérôme Cousin       |
| 6ª     | 3 febbraio  | Alès (cron. individuale)   | 9,7   | Anthony Roux        | Jonathan Hivert     |
| Totale | Totale      | Totale                     | 697,2 |                     |                     |

## Squadre e corridori partecipanti
| N.    | Cod. | Squadra                    |
| ----- | ---- | -------------------------- |
| 1-8   | COF  | Cofidis, Solutions Crédits |
| 11-18 | VCD  | Vacansoleil-DCM            |
| 21-28 | FDJ  | FDJ                        |
| 31-38 | LTB  | Lotto-Belisol Team         |
| 41-48 | EUC  | Team Europcar              |
| 51-58 | EUS  | Euskaltel-Euskadi          |
| 61-68 | ALM  | AG2R La Mondiale           |
| 71-78 | ARG  | Team Argos-Shimano         |
| 81-88 | SOJ  | Sojasun                    |
| 91-98 | CRE  | Crelan-Euphony             |

| N.      | Cod. | Squadra                      |
| ------- | ---- | ---------------------------- |
| 101-108 | BSE  | Bretagne-Séché Environnement |
| 111-118 | AJW  | Accent.jobs-Wanty            |
| 121-128 | BIG  | BigMat-Auber 93              |
| 131-138 | TSV  | Topsport Vlaanderen-Baloise  |
| 141-148 | RLM  | Roubaix-Lille Métropole      |
| 151-158 | UHC  | UnitedHealthcare             |
| 161-168 | LPM  | La Pomme Marseille           |
| 171-178 | SKT  | An Post-ChainReaction        |
| 181-188 | RVL  | RusVelo                      |

## Dettagli delle tappe

### 1ª tappa
- 30 gennaio: Bellegarde > Beaucaire – 154,5 km

Risultati
| Pos. | Corridore           | Squadra       | Tempo    |
| ---- | ------------------- | ------------- | -------- |
| 1    | Michael Van Staeyen | Topsport Vl.  | 3h24'23" |
| 2    | Fréderique Robert   | Lotto-Belisol | s.t.     |
| 3    | Justin Jules        | La Pomme Mar. | s.t.     |

| Pos. | Corridore           | Squadra       | Tempo    |
| ---- | ------------------- | ------------- | -------- |
| 1    | Michael Van Staeyen | Topsport Vl.  | 3h24'13" |
| 2    | Fréderique Robert   | Lotto-Belisol | a 4"     |
| 3    | Justin Jules        | La Pomme Mar. | a 6"     |

### 2ª tappa
- 31 gennaio: Nîmes > Saint-Ambroix – 157 km

Risultati
| Pos. | Corridore           | Squadra      | Tempo    |
| ---- | ------------------- | ------------ | -------- |
| 1    | Bryan Coquard       | Europcar     | 3h45'18" |
| 2    | Michael Van Staeyen | Topsport Vl. | s.t.     |
| 3    | Baptiste Planckaert | Crelan       | s.t.     |

| Pos. | Corridore           | Squadra       | Tempo    |
| ---- | ------------------- | ------------- | -------- |
| 1    | Michael Van Staeyen | Topsport Vl.  | 7h09'25" |
| 2    | Bryan Coquard       | Europcar      | a 6"     |
| 3    | Fréderique Robert   | Lotto-Belisol | a 10"    |

### 3ª tappa
- 1º febbraio: Bessèges > Bessèges – 152 km

Risultati
| Pos. | Corridore     | Squadra  | Tempo    |
| ---- | ------------- | -------- | -------- |
| 1    | Jérôme Cousin | Europcar | 3h40'02" |
| 2    | Anthony Roux  | FDJ      | s.t.     |
| 3    | Arthur Vichot | FDJ      | s.t.     |

| Pos. | Corridore       | Squadra       | Tempo     |
| ---- | --------------- | ------------- | --------- |
| 1    | Jérôme Cousin   | Europcar      | 10h49'31" |
| 2    | Jonathan Hivert | Sojasun       | a 3"      |
| 3    | Romain Bardet   | AG2R La Mond. | a 12"     |

### 4ª tappa
- 2 febbraio: Sabran > Pont-Saint-Esprit – 154 km

Risultati
| Pos. | Corridore         | Squadra       | Tempo    |
| ---- | ----------------- | ------------- | -------- |
| 1    | Bryan Coquard     | Europcar      | 3'53'36" |
| 2    | Fréderique Robert | Lotto-Belisol | s.t.     |
| 3    | Samuel Dumoulin   | AG2R La Mond. | s.t.     |

| Pos. | Corridore       | Squadra     | Tempo     |
| ---- | --------------- | ----------- | --------- |
| 1    | Jérôme Cousin   | Europcar    | 14h43'07" |
| 2    | Jonathan Hivert | Sojasun     | a 3"      |
| 3    | Björn Leukemans | Vacansoleil | a 11"     |

### 5ª tappa
- 3 febbraio: Alès > Alès – 69 km

Risultati
| Pos. | Corridore       | Squadra       | Tempo    |
| ---- | --------------- | ------------- | -------- |
| 1    | Samuel Dumoulin | AG2R La Mond. | 1h31'03" |
| 2    | Bryan Coquard   | Europcar      | s.t.     |
| 3    | Mathieu Drujon  | BigMat-Auber  | s.t.     |

| Pos. | Corridore       | Squadra     | Tempo     |
| ---- | --------------- | ----------- | --------- |
| 1    | Jérôme Cousin   | Europcar    | 16h14'10" |
| 2    | Jonathan Hivert | Sojasun     | a 3"      |
| 3    | Björn Leukemans | Vacansoleil | a 11"     |

### 6ª tappa
- 3 febbraio: Alès – Cronometro individuale – 9,7 km

Risultati
| Pos. | Corridore     | Squadra     | Tempo  |
| ---- | ------------- | ----------- | ------ |
| 1    | Anthony Roux  | FDJ         | 14'46" |
| 2    | Jérémy Roy    | FDJ         | a 2"   |
| 3    | Lieuwe Westra | Vacansoleil | a 23"  |

| Pos. | Corridore       | Squadra  | Tempo     |
| ---- | --------------- | -------- | --------- |
| 1    | Jonathan Hivert | Sojasun  | 16h29'35" |
| 2    | Jérôme Cousin   | Europcar | a 4"      |
| 3    | Anthony Roux    | FDJ      | a 5"      |

## Evoluzione delle classifiche
| Tappa              | Vincitore           | Classifica generale | Classifica scalatori | Classifica a punti  | Classifica giovani | Classifica squadre |
| ------------------ | ------------------- | ------------------- | -------------------- | ------------------- | ------------------ | ------------------ |
| 1ª                 | Michael Van Staeyen | Michael Van Staeyen | Pierre Rolland       | Michael Van Staeyen | Fréderique Robert  | La Pomme Marseille |
| 2ª                 | Bryan Coquard       | Michael Van Staeyen | Thomas Vaubourzeix   | Michael Van Staeyen | Bryan Coquard      | La Pomme Marseille |
| 3ª                 | Jérôme Cousin       | Jérôme Cousin       | Hubert Dupont        | Michael Van Staeyen | Jérôme Cousin      | FDJ                |
| 4ª                 | Bryan Coquard       | Jérôme Cousin       | Georg Preidler       | Bryan Coquard       | Jérôme Cousin      | FDJ                |
| 5ª                 | Samuel Dumoulin     | Jérôme Cousin       | Georg Preidler       | Bryan Coquard       | Jérôme Cousin      | FDJ                |
| 6ª                 | Anthony Roux        | Jonathan Hivert     | Georg Preidler       | Bryan Coquard       | Jérôme Cousin      | FDJ                |
| Classifiche finali | Classifiche finali  | Jonathan Hivert     | Georg Preidler       | Bryan Coquard       | Jérôme Cousin      | FDJ                |

## Classifiche finali

### Classifica generale
| Pos. | Corridore         | Squadra       | Tempo     |
| ---- | ----------------- | ------------- | --------- |
| 1    | Jonathan Hivert   | Sojasun       | 16h29'35" |
| 2    | Jérôme Cousin     | Europcar      | a 4"      |
| 3    | Anthony Roux      | FDJ           | a 5"      |
| 4    | Jérémy Roy        | FDJ           | a 11"     |
| 5    | Cyril Gautier     | Europcar      | s.t.      |
| 6    | Pierrick Fédrigo  | FDJ           | a 17"     |
| 7    | Romain Bardet     | AG2R La Mond. | a 20"     |
| 8    | Lieuwe Westra     | Vacansoleil   | a 31"     |
| 9    | Arthur Vichot     | FDJ           | a 35"     |
| 10   | Julien Antomarchi | La Pomme Mar. | a 36"     |

### Classifica a punti
| Pos. | Corridore           | Squadra       | Punti |
| ---- | ------------------- | ------------- | ----- |
| 1    | Bryan Coquard       | Europcar      | 80    |
| 2    | Michael Van Staeyen | Topsport Vl.  | 59    |
| 3    | Samuel Dumoulin     | AG2R La Mond. | 48    |
| 4    | Anthony Roux        | FDJ           | 35    |
| 5    | Mathieu Drujon      | BigMat-Auber  | 33    |

### Classifica scalatori
| Pos. | Corridore          | Squadra       | Punti |
| ---- | ------------------ | ------------- | ----- |
| 1    | Georg Preidler     | Argos-Shimano | 31    |
| 2    | Hubert Dupont      | AG2R La Mond. | 29    |
| 3    | Cyril Gautier      | Europcar      | 12    |
| 4    | Thomas Vaubourzeix | La Pomme Mar. | 12    |
| 5    | Pierre Rolland     | Europcar      | 10    |

### Classifica giovani
| Pos. | Corridore         | Squadra       | Punti     |
| ---- | ----------------- | ------------- | --------- |
| 1    | Jérôme Cousin     | Europcar      | 16h29'39" |
| 2    | Romain Bardet     | AG2R La Mond. | a 16"     |
| 3    | Tobias Ludvigsson | Argos-Shimano | a 37"     |
| 4    | Bryan Coquard     | Europcar      | s.t.      |
| 5    | Georg Preidler    | Argos-Shimano | a 57"     |

### Classifica a squadre
| Pos. | Squadra          | Tempo     |
| ---- | ---------------- | --------- |
| 1    | FDJ              | 49h28'08" |
| 2    | Vacansoleil-DCM  | a 1'50"   |
| 3    | Team Europcar    | a 1'58"   |
| 4    | AG2R La Mondiale | a 2'31"   |
| 5    | Sojasun          | a 3'18"   |